# Chanina ben Dosa
Chanina ben Dosa (* um 40; † um 75; (hebräisch חנינא בן דוסא) auch: Chanina ben Dossa) war ein jüdischer Gelehrter des Altertums und gehörte zu den Tannaiten der 1. Generation. Er war ein Schüler von Jochanan ben Sakkai.

## Leben
Er wird beschrieben als Wundertäter und Gesundbeter, ist Held zahlreicher Legenden. Er steht in Verbindung mit Jochanan ben Sakkai und Gamaliel II. (deren Söhne er durch sein Gebet von Krankheit und Tod errettet haben soll), er war vermutlich weder Pharisäer noch Rabbi.
Er wurde rückblickend als Chassid bezeichnet und zu den Chassidim Rischonim (der „ersten Frommen“) gerechnet.
Als er starb, wurde gesagt, dass mit ihm die „Männer der Tat“ (ansche ma'asse, Wundertäter) ausgestorben seien (Sota 9.15). Er wurde in Arraba im nördlichen Israel begraben.